# Makassaarsche Voetbalbond
De Makassaarsche Voetbalbond (M.V.B.) is een voormalige voetbalbond in Nederlands-Indië opgericht op 27 februari 1916. Bij de bond waren clubs aangesloten die afkomstig waren uit de stad Makassar in Zuid-Celebes. De MVB was aangesloten bij de Nederlandsch-Indische Voetbal Unie (NIVU).
De M.V.B. was voornamelijk een voetbalbond voor clubs met leden die een Europese of gemengde achtergrond hadden, maar bevatte ook clubs die bestonden uit inlanders en Chinese groeperingen.
Tijdens de Japanse bezetting van Nederlands-Indië werden de Nederlandstalige verenigingen verboden en werd de organisatie in 1942 hernoemd naar Persatuan Sepak Bola Makassar, om zich vervolgens vanaf 1950 aan te sluiten bij de PSSI.